# 히프노스

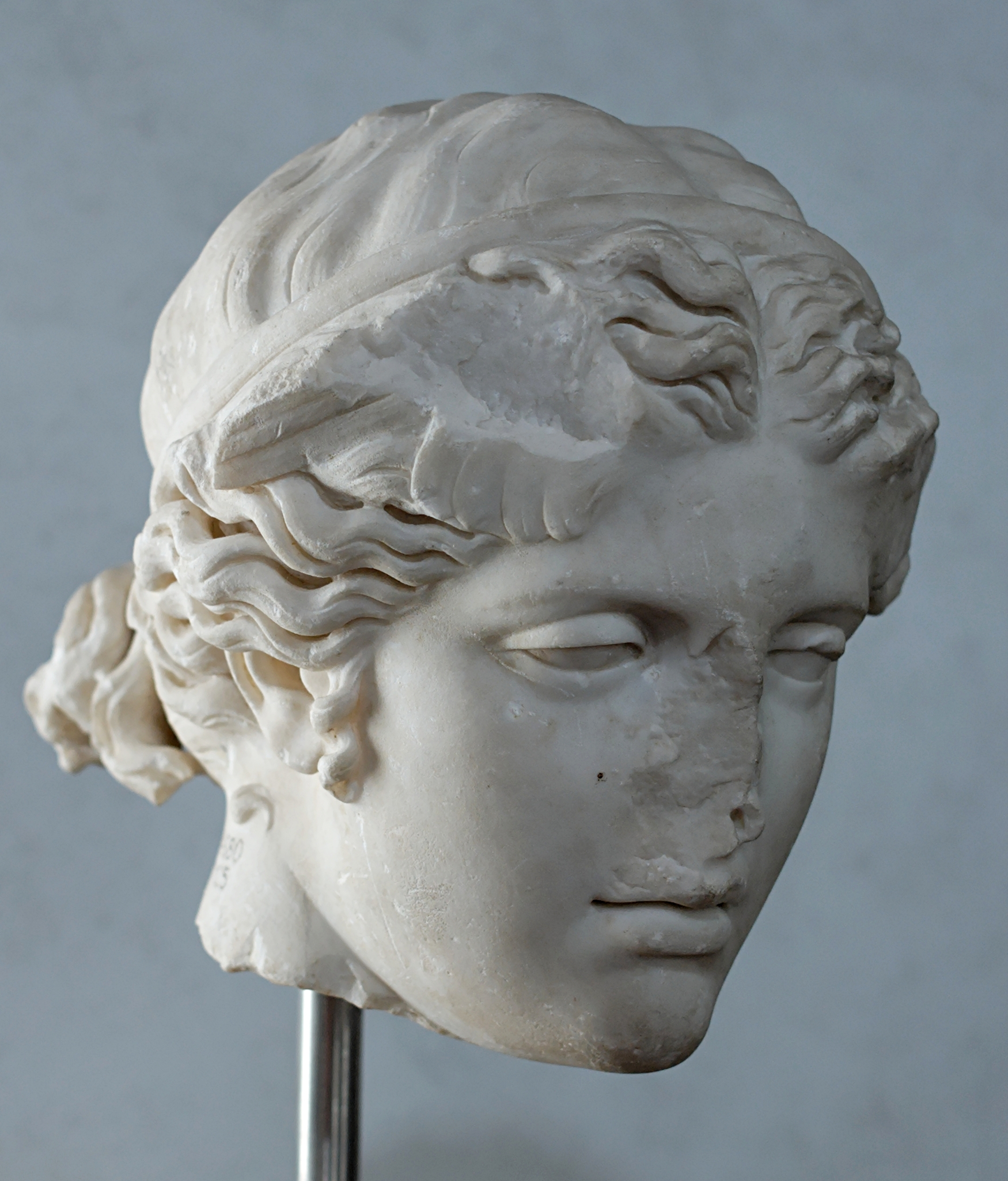
Hypnos

히프노스(영어: Hypnos, 그리스어: Ὕπνος)는 그리스 신화에 등장하는 잠의 남신이다. 로마 신화의 솜누스(Somnus)와 동일시되며 꿈의 신 모르페우스의 아버지이기도 하다. 죽음의 신인 타나토스와 형제지간이다. 그 이유는 고대 그리스인들이 죽음을 영원한 잠으로 생각했기 때문이다.

## 어원
최면술을 뜻하는 영단어Hypnosis는 잠의신 히프노스에서 따왔다.

## 같이 보기
- 아이르기아
- 모르페우스